# 小螢的青春
《小螢的青春》（日語：ホタルノヒカリ），是日本漫畫家秀樂沙鷺的一部日本漫畫作品。2004年於《Kiss》（講談社）開始連載，台灣中文版由東立出版社代理，單行本全15卷。

## 劇情簡介
雨宮螢是上班很體面的OL，大家都不知道她在家裡是很散漫的人，而且對於愛情非常的遲鈍，直到公司的部長回到老家，發現爸爸把老家永遠租給螢，逼不得已之下只好同住，但不能讓任何人發現。室內設計師手嶋誠歸國，雨宮螢好像喜歡上他了，但是她卻感到疑惑......。

## 主要角色
雨宮 螢（雨宮 蛍）
27歳，在SW裝潢設計公司事業部上班，工作上很努力的OL，但是回到家裡就會變成「魚乾女」，穿著運動服喝整罐啤酒，而且把頭髮紮成沖天炮，連同事都不知道她的這種生活方式。有個姐姐雨宮揚羽和弟弟雨宮鈴虫。
高野 誠一（高野 誠一）
41歲，螢公司的事業部部長，和下屬的關係都很好，很會照顧關懷他人。因為和妻子暫時分居而回到老家，偶然和雨宮螢同住在同一個屋簷下。
三枝 優華
24歲，螢的同事。和螢完全相反的性格，是個完美的女性。很喜歡手嶋誠。
手嶋 誠（手嶋 マコト）
24歲，螢的同事。從倫敦訓練回國的室內設計師。很喜歡雨宮螢。
神宮司 要
27歳，螢的同事。很喜歡三枝優華。
山田 早智子
38歳，螢的同事，是一個很可靠的人。
古田 優子
27歳，時尚雜誌的編輯，螢的親密朋友。
作田 葵
寡婦，有個名叫紫的女兒。
葛西 弓子
27歳，螢的同事。

## 出版書籍
小螢的青春
| 卷數 | 講談社         | 講談社                 | 東立出版社     | 東立出版社             |
| 卷數 | 發售日期       | ISBN                   | 發售日期       | ISBN                   |
| ---- | -------------- | ---------------------- | -------------- | ---------------------- |
| 1    | 2005年2月9日   | ISBN 978-4-06-340529-3 | 2006年2月24日  | ISBN 986-11-7840-6     |
| 2    | 2005年6月10日  | ISBN 978-4-06-340550-7 | 2006年2月24日  | ISBN 986-11-7841-4     |
| 3    | 2005年9月11日  | ISBN 978-4-06-340562-0 | 2006年3月28日  | ISBN 986-11-7842-2     |
| 4    | 2006年1月12日  | ISBN 978-4-06-340576-7 | 2006年6月28日  | ISBN 986-11-8186-5     |
| 5    | 2006年4月13日  | ISBN 978-4-06-340587-3 | 2006年8月16日  | ISBN 986-11-8463-5     |
| 6    | 2006年8月11日  | ISBN 978-4-06-340603-0 | 2007年3月27日  | ISBN 978-986-11-8961-1 |
| 7    | 2006年12月13日 | ISBN 978-4-06-340623-8 | 2007年5月7日   | ISBN 978-986-11-9443-1 |
| 8    | 2007年4月13日  | ISBN 978-4-06-340641-2 | 2007年7月12日  | ISBN 978-986-11-9969-6 |
| 9    | 2007年7月13日  | ISBN 978-4-06-340655-9 | 2007年12月18日 | ISBN 978-986-10-0337-5 |
| 10   | 2007年10月12日 | ISBN 978-4-06-340671-9 | 2008年3月4日   | ISBN 978-986-10-0827-1 |
| 11   | 2008年4月11日  | ISBN 978-4-06-340694-8 | 2008年8月8日   | ISBN 978-986-10-1741-9 |
| 12   | 2008年9月12日  | ISBN 978-4-06-340716-7 | 2009年1月17日  | ISBN 978-986-10-2569-8 |
| 13   | 2009年1月13日  | ISBN 978-4-06-340733-4 | 2009年7月7日   | ISBN 978-986-10-3171-2 |
| 14   | 2009年6月12日  | ISBN 978-4-06-340754-9 | 2009年10月29日 | ISBN 978-986-10-3954-1 |
| 15   | 2009年10月13日 | ISBN 978-4-06-340770-9 | 2010年11月18日 | ISBN 978-986-10-4655-6 |

| 卷數 | 講談社        | 講談社                 |
| 卷數 | 發售日期      | ISBN                   |
| ---- | ------------- | ---------------------- |
| 1    | 2012年3月9日  | ISBN 978-4-06-370830-1 |
| 2    | 2012年3月9日  | ISBN 978-4-06-370831-8 |
| 3    | 2012年4月12日 | ISBN 978-4-06-370832-5 |
| 4    | 2012年4月12日 | ISBN 978-4-06-370833-2 |
| 5    | 2012年5月11日 | ISBN 978-4-06-370834-9 |
| 6    | 2012年5月11日 | ISBN 978-4-06-370835-6 |
| 7    | 2012年6月12日 | ISBN 978-4-06-370836-3 |

導讀手冊
2007年7月13日發售、ISBN 978-4-06-372317-5
小螢的青春 SP
| 卷數 | 講談社         | 講談社                 |
| 卷數 | 發售日期       | ISBN                   |
| ---- | -------------- | ---------------------- |
| 1    | 2014年10月10日 | ISBN 978-4-06-340937-6 |
| 2    | 2015年4月13日  | ISBN 978-4-06-340952-9 |
| 3    | 2015年11月13日 | ISBN 978-4-06-340971-0 |
| 4    | 2016年5月13日  | ISBN 978-4-06-340990-1 |
| 5    | 2017年1月13日  | ISBN 978-4-06-398010-3 |
| 6    | 2017年7月13日  | ISBN 978-4-06-398025-7 |

小螢的青春 BABY
| 卷數 | 講談社         | 講談社                 |
| 卷數 | 發售日期       | ISBN                   |
| ---- | -------------- | ---------------------- |
| 1    | 2018年4月13日  | ISBN 978-4-06-511360-8 |
| 2    | 2018年12月13日 | ISBN 978-4-06-513926-4 |

## 電視劇

### 登場人物

#### 主要人物

##### 常設
- 雨宮螢（24→27） - 綾瀨遙、吉田里琴（童年）（香港配音：曾秀清→劉惠雲）
- 高野誠一（37→40） - 藤木直人（香港配音：黃啟昌→陳欣）
- 山田早智子（29→32） - 板谷由夏（香港配音：黃玉娟）
- 二木昭司（37→40） - 安田顯（香港配音：翟耀輝→李錦綸）

##### 第一季
- 三枝優華（26） - 國仲涼子（香港配音：曾佩儀）
- 手嶋誠（23） - 加藤和樹（香港配音：梁偉德）

##### 第二季
- 瀨乃和馬（27） - 向井理（香港配音：伍博民）

#### 其他

##### 第一季
- 神宮司要（30） - 武田真治（香港配音：陳廷軒）
- 曾野美奈子（25）- 淺見麗奈（香港配音：梁少霞）
- 澤木瞬（25）- 渡邊豪太（香港配音：曹啟謙）
- 田所潤平（24）- 澀江讓二（香港配音：伍博民）
- 室田鈴子（23）- 松本真理加（香港配音：許盈）
- 香住初子（22）- 松下沙羅（香港配音：謝潔貞）
- 豪德寺賢（31）- 丸山智己（香港配音：劉昭文）
- 山口隆俊（33）- 松永博史（香港配音：陳卓智）

##### 第二季
- 櫻木美香（25） - 臼田麻美（香港配音：黃紫嫻）
- 淺田小夏（39） - 木村多江（香港配音：梁少霞）
- 淺田千夏（7） - 石井萌萌果（香港配音：何璐怡）
- 井崎豐作（32） - 高橋努（香港配音：陳卓智）
- 杉下真菜（22） - 中別府葵（香港配音：羅杏芝）
- 松小路豪也（23） - 市川知宏（香港配音：張方正）
- 竹林篤志（27） - 君澤由紀（香港配音：陳廷軒）
- 梅田翔太（22） - 井出卓也（香港配音：關令翹）
- 椿春乃（25） - 佐藤千亞妃
- 椋木伸（28） -
- （21） - 真下玲奈

#### 客串演出
第一季
- 高野深雪 - 黒谷友香（第02、07夜）（香港配音：鄭麗麗）
- 六本木的Pink Ruby（克萊默）店長 - 前田健（第07夜）（香港配音：馮錦堂）
- 影音店店員 - 上地雄輔（第09夜）

第二季
- 影音店店員 - 上地雄輔、矢澤心、映美本山 （第01夜）
- 提燈屋的叔叔 - 田口主將 （第01夜）
- 上小山商店街會長 - 金田明夫 （第02夜）
- 上小山商店街會長的妻子 - 福井裕子 （第02夜）
- 二手書店老闆 - 山本勝 （第02夜）
- 沖繩料理店店長 - 小笹將継 （第03夜）
- 皮膚科醫生 - 有福正志 （第03夜）
- 菊屋麵藏（相聲家） - 林家木久扇 （第03夜）
- 開卡車的叔叔（讓螢搭便車到箱根） - 野添義弘 （第04夜）
- 江古田（不動產公司社長） - 六角精児 （第05夜）
- 千歳谷牛助（占卜師） - 森崎博之 （第06、07夜）（香港配音：梁偉德）
- 墓田宗義（幫薩曼莎詐欺） - 河野真也 （第07夜）
- 借試衣間的店員 - 八幡朋昭 （第07夜）
- 新聞播音員 - 青木源太（日本電視台播音員）※聲音出演（第07夜）
- 雨宮揚羽（雨宮螢的姐姐） - 堀內敬子 （第08夜）
- 試婚紗的夫婦 - 石井智也、上田結 （第08夜）
- 立花 - 谷川昭一郎 （第08夜）
- 木村（匠龍建坊） - 山崎裕太 （第08夜）
- 高野盆太郎（高野誠一的父親） - 石坂浩二 （第10夜）
- 豪徳寺賢的妻子 - 小西美穗（最終夜）

### 音樂

#### 第一季
- 主題曲：aiko 《側臉》

#### 第二季
- 主題曲：生物股長 《因為有你》（Epic Records Japan Inc.）

### 製作人員

#### 第一季
- 原作：秀樂沙鷺（ひうらさとる）（講談社刊『Kiss』）
- 劇本：水橋文美江、山岡真介（第6集）
- 音樂：菅野祐悟
- 製作人：櫨山裕子（日本電視台）、三上繪里子、内山雅博（Office Crescendo）
- 導演：吉野洋、南雲聖一、石尾純、茂山佳則
- 製作協力：Office Crescendo
- 製作著作：日本電視台

#### 第二季
- 原作：秀樂沙鷺（ひうらさとる）（講談社刊『Kiss』）
- 劇本：水橋文美江
- 音樂：菅野祐悟
- 製作人：櫨山裕子（日本電視台）、三上繪里子、内山雅博（Office Crescendo）
- 演出：吉野洋、南雲聖一、石尾純
- 製作協力：Office Crescendo
- 製作著作：日本電視台

### 播出日程

#### 第一季（2007年）
| 集數                                                | 播出日期      | 日文標題                                      | 中文標題                                   | 收視率 |
| --------------------------------------------------- | ------------- | --------------------------------------------- | ------------------------------------------ | ------ |
| 第01夜                                              | 2007年7月11日 | 恋愛するより家で寝てたい...干物女が恋をした!? |                                            | 17.3%  |
| 第02夜                                              | 2007年7月18日 |                                               | 談戀愛也要很努力，魚干女和愛的簡訊         | 15.2%  |
| 第03夜                                              | 2007年7月25日 |                                               | 魚干女無法戀愛！？失戀的撈泥鰍舞           | 10.6%  |
| 第04夜                                              | 2007年8月1日  |                                               | 魚干女，戀愛和工作都不行！？               | 13.4%  |
| 第05夜                                              | 2007年8月8日  |                                               | 魚干女終於告白了！戀愛之神的降臨           | 12.5%  |
| 第06夜                                              | 2007年8月15日 |                                               | 魚干女之吻...重要之戀的最大危機            | 11.3%  |
| 第07夜                                              | 2007年8月22日 |                                               | 可恨的小肚腩！！魚干女的瘦身夜宿之約       | 13.5%  |
| 第08夜                                              | 2007年8月29日 |                                               | 終於脫離魚干女...那個時候的他              | 12.1%  |
| 第09夜                                              | 2007年9月5日  |                                               | 明天是哪一個！？魚干眼前的三角關係         | 14.7%  |
| 最終夜                                              | 2007年9月12日 |                                               | 在家睡覺也能戀愛！？最強魚干女之戀情的結果 | 15.3%  |
| 平均收視率13.59%（關東地區·Video Research公司調查） |               |                                               |                                            |        |

#### 第二季（2010年）
| 集數                                                | 播放日期      | 日文標題（放送時） | 日文標題（公佈欄） | 導演     | 收視率 |
| --------------------------------------------------- | ------------- | ------------------ | ------------------ | -------- | ------ |
| 第01夜                                              | 2010年7月7日  |                    |                    | 吉野洋   | 16.2%  |
| 第02夜                                              | 2010年7月14日 |                    |                    | 吉野洋   | 17.4%  |
| 第03夜                                              | 2010年7月21日 |                    |                    | 南雲聖一 | 15.1%  |
| 第04夜                                              | 2010年7月28日 |                    |                    | 南雲聖一 | 14.9%  |
| 第05夜                                              | 2010年8月4日  |                    |                    | 吉野洋   | 15.3%  |
| 第06夜                                              | 2010年8月11日 |                    |                    | 石尾純   | 15.0%  |
| 第07夜                                              | 2010年8月18日 |                    |                    | 南雲聖一 | 15.3%  |
| 第08夜                                              | 2010年8月25日 |                    |                    | 吉野洋   | 15.0%  |
| 第09夜                                              | 2010年9月1日  |                    |                    | 石尾純   | 14.2%  |
| 第10夜                                              | 2010年9月8日  |                    |                    | 南雲聖一 | 14.0%  |
| 最終夜                                              | 2010年9月15日 |                    |                    | 吉野洋   | 17.0%  |
| 平均收視率15.40%（關東地區·Video Research公司調查） |               |                    |                    |          |        |

### 作品的變遷
| 日本 日本電視台 日本電視台週三連續劇         | 日本 日本電視台 日本電視台週三連續劇         | 日本 日本電視台 日本電視台週三連續劇       |
| -------------------------------------------- | -------------------------------------------- | ------------------------------------------ |
|                                              | 小螢的青春 （2007年7月11日 - 2007年9月12日） |                                            |
| 料理新鮮人 （2007年4月18日 - 2007年6月27日） | 工作狂人 （2007年10月10日 - 2007年12月19日） |                                            |
| Mother （2010年4月14日 - 2010年6月23日）     | 小螢的青春2 （2010年7月7日 - 2010年9月15日） | 黃金豬 （2010年10月20日 - 2010年12月15日） |

| 臺灣 緯來日本台 一番偶像劇 週一至週五 晚間20:00至21:00 | 臺灣 緯來日本台 一番偶像劇 週一至週五 晚間20:00至21:00                                          | 臺灣 緯來日本台 一番偶像劇 週一至週五 晚間20:00至21:00 |
| ------------------------------------------------------ | ----------------------------------------------------------------------------------------------- | ------------------------------------------------------ |
|                                                        | 魚干女又怎樣 （2008年7月9日 - 2008年7月22日）                                                   |                                                        |
| 派遣女王 （2008年6月25日 - 2008年7月8日）              | 貧窮貴公子 （2008年7月23日 - 2008年8月5日）                                                     |                                                        |
| 臺灣 緯來日本台 週一至週五 22:00 - 23:00               |                                                                                                 |                                                        |
| 我的第二青春 （2023年12月20日－2024年1月3日）          | 魚干女又怎樣 （重播） （2024年1月4日－1月17日）魚干女又怎樣2 （重播） （2024年1月18日－2月1日） | 鄰居管很大 （重播） （2024年2月15日－2月27日）         |

| 香港 無綫電視明珠台 星期一 21:30-22:30                                                | 香港 無綫電視明珠台 星期一 21:30-22:30                               | 香港 無綫電視明珠台 星期一 21:30-22:30                |
| ------------------------------------------------------------------------------------- | -------------------------------------------------------------------- | ----------------------------------------------------- |
|                                                                                       | 螢之光（Hotaru No Hikari） （2008年1月14日 - 2008年4月7日）                |                                                       |
| 動物健力士（Guinness World Records: Amazing Animals） （非劇集時段） （2008年1月7日） | “俏”Betty（Ugly Betty） （2008年4月14日 - 2008年8月4日）               |                                                       |
| 香港 無綫劇集台 星期六17:30-19:30及23:30-01:30                                        |                                                                      |                                                       |
| （2010年8月14日 - 2010年9月18日）                                                     | （2010年9月25日 - 2010年10月30日）                                   | 白色榮光 （2010年11月6日 - 2010年12月11日）           |
| 香港 無綫電視J2台 星期一至五 19:30-20:30                                              |                                                                      |                                                       |
| 呼叫大明星 （2011年4月14日 - 2011年5月17日）                                          | （2011年5月18日 - 2011年5月31日）                                    | 敗犬女王 （2011年6月1日 - 2011年7月18日）             |
| 香港 無綫電視J2台 星期六 21:35-22:35 · 6月11日 21:35-22:50                            |                                                                      |                                                       |
| Q10 （2011年4月9日 - 2011年6月4日）                                                   | （2011年6月11日 - 2011年8月20日）                                    | （2011年8月27日 - 2011年10月29日）                    |
| 香港 無綫電視J2台 星期一至五 14:00-15:00                                              |                                                                      |                                                       |
| 不良仔與四眼妹 （2012年8月29日 - 2012年9月11日）                                      | （2012年9月12日 - 2012年9月25日） （2012年9月26日 - 2012年10月11日） | 花邊教主（第四季） （2012年10月12日 - 2012年11月9日） |

## 電影
《魚干女又怎樣：羅馬假期》（日語：映画 ホタルノヒカリ），是一部日本愛情電影。由綾瀬遙、藤木直人主演，吉野洋執導。是2007年至2010年的《魚干女又怎樣》電視劇的續篇，劇情以「羅馬的蜜月旅行」為主軸，日本於2012年6月9日上映，台灣於6月22日上映，香港於7月5日上映。

### 登場人物
- 冴木莉央 - 松雪泰子（香港配音：許盈）
- 冴木優 - 手越祐也（香港配音：張預東）

### 製作人員
- 原作：秀樂沙鷺（ひうらさとる）（講談社刊『Kiss』）
- 導演：吉野洋
- 監製：菅沼直樹、堀義貴、市川南
- 編劇：水橋文美江
- 攝影：長嶋秀文
- 剪輯：松竹利郎

## 外部連結
- （日語）日本電視台　小螢的青春 （页面存档备份，存于）
- （日語）日本電視台　小螢的青春2 （页面存档备份，存于）
- （日語）講談社「小螢的青春」
- （日語）電影 小螢的青春 （页面存档备份，存于）
- 互联网电影数据库（IMDb）上《魚干女又怎樣》的资料（英文）
- 互联网电影数据库（IMDb）上《魚干女又怎樣2》的资料（英文）
- 互联网电影数据库（IMDb）上《魚干女又怎樣電影版》的资料（英文）